# Azy-sur-Marne
Azy-sur-Marne és un municipi francès situat al departament de l'Aisne i a la regió dels Alts de França. L'any 2007 tenia 374 habitants.

## Demografia

### Població
El 2007 la població de fet d'Azy-sur-Marne era de 374 persones. Hi havia 164 famílies de les quals 48 eren unipersonals (24 homes vivint sols i 24 dones vivint soles), 64 parelles sense fills, 36 parelles amb fills i 16 famílies monoparentals amb fills.
La població ha evolucionat segons el següent gràfic:
Habitants censats

### Habitatges
El 2007 hi havia 189 habitatges, 163 eren l'habitatge principal de la família, 15 eren segones residències i 11 estaven desocupats. 175 eren cases i 6 eren apartaments. Dels 163 habitatges principals, 147 estaven ocupats pels seus propietaris, 10 estaven llogats i ocupats pels llogaters i 6 estaven cedits a títol gratuït; 2 tenien una cambra, 6 en tenien dues, 27 en tenien tres, 35 en tenien quatre i 93 en tenien cinc o més. 128 habitatges disposaven pel capbaix d'una plaça de pàrquing. A 69 habitatges hi havia un automòbil i a 74 n'hi havia dos o més.

### Piràmide de població
La piràmide de població per edats i sexe el 2009 era:
| Homes | Edats   | Dones |
| ----- | ------- | ----- |
| 0     | 95 o +  | 0     |
| 0     | 90 a 94 | 1     |
| 4     | 85 a 89 | 1     |
| 2     | 80 a 84 | 4     |
| 12    | 75 a 79 | 10    |
| 8     | 70 a 74 | 7     |
| 8     | 65 a 69 | 15    |
| 11    | 60 a 64 | 11    |
| 9     | 55 a 59 | 7     |
| 19    | 50 a 54 | 26    |
| 22    | 45 a 49 | 14    |
| 15    | 40 a 44 | 12    |
| 13    | 35 a 39 | 15    |
| 12    | 30 a 34 | 12    |
| 11    | 25 a 29 | 4     |
| 7     | 20 a 24 | 7     |
| 17    | 15 a 19 | 13    |
| 6     | 10 a 14 | 17    |
| 7     | 5 a 9   | 13    |
| 6     | 0 a 4   | 3     |

## Economia
El 2007 la població en edat de treballar era de 254 persones, 189 eren actives i 65 eren inactives. De les 189 persones actives 175 estaven ocupades (101 homes i 74 dones) i 14 estaven aturades (8 homes i 6 dones). De les 65 persones inactives 25 estaven jubilades, 18 estaven estudiant i 22 estaven classificades com a «altres inactius».

### Ingressos
El 2009 a Azy-sur-Marne hi havia 162 unitats fiscals que integraven 389 persones, la mediana anual d'ingressos fiscals per persona era de 21.052 €.

### Activitats econòmiques
Dels 11 establiments que hi havia el 2007, 1 era d'una empresa alimentària, 2 d'empreses de fabricació d'altres productes industrials, 3 d'empreses de construcció, 1 d'una empresa de comerç i reparació d'automòbils, 2 d'empreses immobiliàries, 1 d'una empresa de serveis i 1 d'una empresa classificada com a «altres activitats de serveis».
Dels 5 establiments de servei als particulars que hi havia el 2009, 1 era un taller de reparació d'automòbils i de material agrícola, 2 paletes, 1 electricista i 1 perruqueria.
L'únic establiment comercial que hi havia el 2009 era una perfumeria.
L'any 2000 a Azy-sur-Marne hi havia 23 explotacions agrícoles que ocupaven un total de 72 hectàrees.

## Equipaments sanitaris i escolars
El 2009 hi havia una escola maternal integrada dins d'un grup escolar amb les comunes properes formant una escola dispersa.

## Poblacions més properes
El següent diagrama mostra les poblacions més properes.